# Oran l'espagnole
(1509–1708)
(1732–1792)
Oran l'espagnole (arabe : وهران الإسبانية; espagnol : Orán español), fait référence à la période durant laquelle la ville d'Oran était sous domination de l'Empire espagnol.
Cette occupation commence par la prise de la ville par les Espagnols sous le commandement du cardinal Francisco Jiménez de Cisneros, des mains des Zianides de Tlemcen en 1509, et dure jusqu'en 1708, lorsque la ville est reprise par la régence d'Alger. Les Espagnols réoccupent ensuite Oran en 1732 et la contrôlée jusqu'en 1792, avant de la céder définitivement à la régence d'Alger. Pendant cette période, Oran sert de bastion militaire espagnol en Afrique du Nord, jouant un rôle stratégique dans les conflits entre les Espagnols, les forces locales et la régence d'Alger. Les espagnols créèrent le préside d'Oran et de Mers el-Kébir qui désigne l'ensemble des fortifications et installations militaires établies durant leur occupation de la région (1509-1708 et 1732-1792).

## Terminologie et périodisation
Le surnom "Oran l’Espagnole" rappelle la période durant laquelle la ville d’Oran fut sous domination espagnole, entre 1509 et 1708, puis de 1732 à 1792. Ce nom reflète l’influence historique espagnole sur la ville pendant près de trois siècles, marquée par la construction de fortifications, d’églises et d’infrastructures militaires, ainsi que par l’installation d’une population espagnole, et dont certaines traces sont encore visibles dans l’architecture et la culture locale. 
Cette période est généralement qualifiée de colonisation, de présence ou d'occupation espagnole de la ville d'Oran (en arabe : الاحتلال الإسباني لوهران). Elle s'inscrit dans un contexte plus large de l'expansion coloniale de l'Empire espagnol en Afrique, dans le cadre de ce que l’on appelle l'Afrique espagnole.
Autrefois connue sous le nom d’Ifri, qui signifie « la caverne » en berbère, Oran tire son premier nom des nombreuses grottes disséminées sur les collines environnantes. Selon une autre hypothèse d’origine berbère, la ville aurait été baptisée d’après l’oued El-Haran, un cours d’eau local. Cependant, l’explication la plus répandue associe Oran (ou en arabe : وهران), au mot wahr, qui signifie « lion » au singulier, wahran étant sa forme duelle et désignant ainsi « Deux lions ». Une légende raconte qu’à l’époque où les derniers lions de la côte furent repoussés vers la montagne voisine – aujourd’hui appelée « montagne des Lions » –, le saint Sidi Maakoud Al Mahaji, dont le mausolée domine la ville depuis le sommet de l’Aïdour, aurait choisi de nommer la cité en hommage à deux fauves qu’il avait lui-même apprivoisés. En mémoire de cette histoire, deux majestueuses statues de lions en bronze, sculptées en 1886 par l’artiste animalier français Auguste Cain, se dressent encore fièrement devant l’hôtel de ville d’Oran.

## Histoire
La conquête espagnole d'Oran en 1509) est menée par l'Empire espagnol contre le Royaume de Tlemcen. L'expédition est lancée avec 80 naos et 10 galères, transportant environ 8 000 à 12 000 fantassins et 3 000 à 4 000 cavaliers.
Le territoire est perdu au profit du Bey Mustapha Bouchelaghem, qui profita de la Guerre de Succession d'Espagne (1701 à 1714) pour assiéger la ville en 1707 qui tomba en 1708,.
En 1732, les forces espagnoles reprennent Oran sous le commandement de José Carrillo de Albornoz y Montiel et maintiennent leur contrôle pendant les six décennies suivantes.
En 1790, les forces de la régence d'Alger, sous le commandement du bey de l'Ouest Mohamed el-Kebir profitent d’un puissant séisme qui frappe la ville d'Oran et sa région en octobre 1790 pour assiéger de nouveau la ville. En 1792, les troupes espagnoles se retirent, mettant ainsi fin à plus de deux siècles de présence espagnole à Oran,,.
La ville reste sous contrôle de la Régence d'Alger jusqu'en 1831, lorsqu'elle est conquise par le Royaume de France.

## Administration
Durant les deux périodes d'occupation, plusieurs gouverneurs espagnols ont administré la ville au nom de la Couronne d'Espagne. Voici une liste des principaux gouverneurs connus :
- Occupation espagnole (1509-1708) :
  - Diego de Vera (1509) – Premier gouverneur espagnol après la conquête.
  - Pedro Navarro (1510-1511) – Ingénieur militaire, il fortifia Oran.
  - Diego Fernández de Córdoba (1512-1515) – Comte de Cabra.
  - Martin Alonso Fernández de Córdoba Montemayor y Velasco (1515-1516).
  - Luis Peralta (1534-1556) – Marqué par la consolidation de la domination espagnole.
  - Martin de Córdova et Velasco (1556-1564).
  - Alonso de Córdoba y Figueroa (1564-1571).
  - Sancho de Córdova (1571-1581).
  - Juan de Córdoba (1581-1589).
  - Pedro de Padilla (1589-1593).
  - Juan de Vega Basurto (1593-1598).
  - Andrés de Viedma (1598-1602).
  - Francisco de Córdoba y Velasco (1602-1610).
  - Juan de Sandoval (1610-1620).
  - Francisco de Céspedes (1620-1630).
  - Marcos de Cárdenas (1630-1642).
  - Pedro de Córdoba (1642-1656).
  - Francisco de Orozco (1656-1669).
  - Juan de Ayala (1669-1680).
  - Fernando de Córdoba (1680-1694).
  - Andrés de la Peña (1694-1708) – Il perdit Oran en 1708 lors de la reconquête par la régence d'Alger sous le bey Mustapha Bouchelaghem.

Après la reconquête d'Oran par les Espagnols en 1732 sous le commandement du comte de Montemar, plusieurs gouverneurs se succédèrent.
- Occupation espagnole (1732-1792) :
  - José Carrillo de Albornoz (comte de Montemar) (1732-1733) – Conduisit la reconquête.
  - Gregorio de la Cuesta (1733-1735).
  - Francisco de Arrendondo (1735-1740).
  - Fernando de Bustillo (1740-1750).
  - Carlos de Sucre y Pardo (1750-1760).
  - Juan Clairac (1760-1775).
  - José Caro Sureda (1775-1780).
  - Le marquis de La Romana (1780-1785).
  - Nicolás de Patricio (1785-1792).

En 1792, sous la pression des attaques algériennes et des conditions difficiles, l'Espagne céda définitivement Oran à la régence d'Alger, mettant fin à près de trois siècles de présence espagnole.

## Préside d'Oran
Le préside d’Oran symbolise une époque où la ville était un avant-poste militaire espagnol en Afrique du Nord, fortement fortifié et souvent en conflit avec les forces ottomanes et les tribus locales. Il désigne la période de la domination espagnole sur la ville d’Oran et sa région, durant laquelle elle était administrée comme une place forte militaire (presidio en espagnol) afin de protéger son commerce de la piraterie. Ce terme fait référence aux territoires contrôlés par l'Espagne en Afrique du Nord, où elle établissait des garnisons fortifiées pour assurer sa présence face aux attaques ottomanes et berbères.
Après la prise d’Oran par les Espagnols en 1509, la ville devint un bastion militaire stratégique pour l’Espagne. Elle faisait partie d’un réseau de présides espagnols en Afrique du Nord, aux côtés de Mers el-Kébir, Bougie (Béjaïa), Melilla et Ceuta. Les Espagnols construisirent des fortifications imposantes, comme le fort de Santa Cruz, qui surplombe la ville depuis le mont Aïdour, le fort de Saint-Philippe, situé dans la ville basse, et plusieurs remparts et bastions protégeant Oran contre les incursions ottomanes et les révoltes locales.

## Influence culturelle
L'influence espagnole sur la culture oranaise est profonde et se manifeste à travers plusieurs aspects, notamment la langue, la musique, la gastronomie et l'architecture. Cette empreinte espagnole demeure vivante dans la culture oranaise, créant un mélange unique entre influences andalouses, arabes, ottomanes et méditerranéennes.
- Langue et expressions : l’héritage espagnol est perceptible dans le parler oranais, où de nombreux mots d’origine espagnole sont encore utilisés dans le dialecte local. Par exemple : Kouzina (cuisine) vient de cocina, Bordj (fort) rappelle Burgos ou burgo, Plaza est souvent employé pour désigner une place ou un grand espace public[14].
- Musique et danse : Oran est le berceau du raï, un genre musical influencé par plusieurs traditions, dont la musique andalouse et flamenco espagnol. On retrouve dans le raï des sonorités rappelant les rythmes ibériques. Certains chanteurs oranais, comme Cheb Khaled, ont intégré des influences latines et espagnoles dans leur musique[15].
- Gastronomie : de nombreux plats oranais trouvent leur origine dans la cuisine espagnole, comme la Karantika (calentica ou kalentita), un plat à base de farine de pois chiches, dont le nom vient de l’espagnol caliente (chaud), les fritures de poissons et les recettes à base de fruits de mer rappellent la cuisine espagnole méditerranéenne, et les desserts, tels que certaines pâtisseries à base d’amandes et de miel, sont inspirés de recettes hispano-mauresques[16].
- Architecture et urbanisme : l’Espagne a laissé une empreinte architecturale visible à Oran, dont les fortifications et bastions, comme le Fort de Santa Cruz, dominant la ville du haut de la montagne de l’Aïdour, témoignent de l’occupation espagnole, le fort de Mers el-Kébir, la porte d'Espagne édifiée par le Capitaine Général Padilla en 1589. On y trouve aussi, les fameux passages souterrains reliaient les fortifications espagnoles entre elles, ainsi que des structures souterraines, principalement à des fins militaires et hydrauliques[17].
- Esprit festif et mode de vie : Oran est souvent décrite comme une ville à l’ambiance méditerranéenne, avec une vie nocturne animée, une culture du café et une convivialité qui rappellent les traditions ibériques. Les fêtes locales, les ferias et certaines célébrations populaires portent aussi l’empreinte des anciennes influences espagnoles[18].
- Littérature : Miguel de Cervantes a séjourné à Oran en 1581. Ce séjour a été plus joyeux, au point de lui inspirer l’écriture d’une pièce dramatique en 1595, publiée sous forme de livre en 1616, est intitulée « El Gallardo Español » (Le Vaillant Espagnol)[19].